# フロリンド・サッソーネ

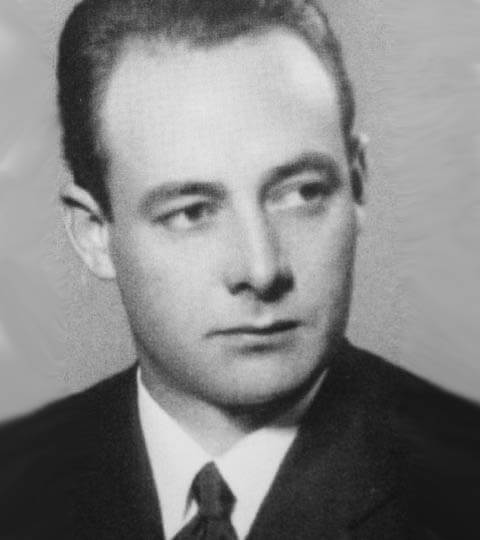

フロリンド・サッソーネ (Pedro Florindo Sassone、1912年1月12日 - 1982年1月31日)は、タンゴ楽団の代表、ヴァイオリニスト、作曲家。

## 略歴
ハープやヴィブラフォンを使う点はフレセド的、弦楽器のイントネーションはディ・サルリ的、サビのトーン・クラスターは後期プグリエーセ的と様々なモダン・タンゴを折衷させた楽団。日本公演も実現し、数々の歌謡曲を演奏した。
必ずヴィブラフォンに、モーターをかけながらオクターブで跳躍させる曲頭のトレードマークで有名。そのトレードマークは1956年収録のLagrimasから始まった。
曲芸的な瞬間は他団体よりは控えめだが、現地では人気を保った。

## ディスコグラフィー
- A Night in Buenos Aires, Capitol Records (stereophonic) (recorded in Argentina)
- Bien milonguero Vol. 1
- Bien milonguero Vol. 2
- Dancing tango
- Florindo Sassone Con Sus Cantores: 1947-1950, featuring Angel Roberto Chanel
- Florindo Sassone y sus cantores 1947/1956 Archivo RCA
- From Argentina to the world
- Grandes Del Tango 46
- Grandes Tangos Argentinos
- La última cita 1947-1953, with Jorge Casal, Roberto Chanel
- RCA Club Vol. 08. - Florindo Sassone y su orquesta - Años '47 / '51
- Tangos De Oro Florindo Sassone y sus gran orquesta
- Tango Internacional, recorded in 1971, copyright 1998